# مطار داتونغ هوارين
مطار داتونغ هوارين (بالإنجليزية: Datong Huairen Airport) و(بالصينية: 大同怀仁机场) هو مطار عسكري يقع بمدينة Huairen في شانشي في الصين.

## وصلات خارجية
- http://www.flightstats.com/go/Airport/airportDetails.do?airportCode=